# Atalante
Denna artikel handlar om den grekiska mytologiska gestalten. För dansscenen i Göteborg, se Atalante (scen). För asteroiden, se 36 Atalante.

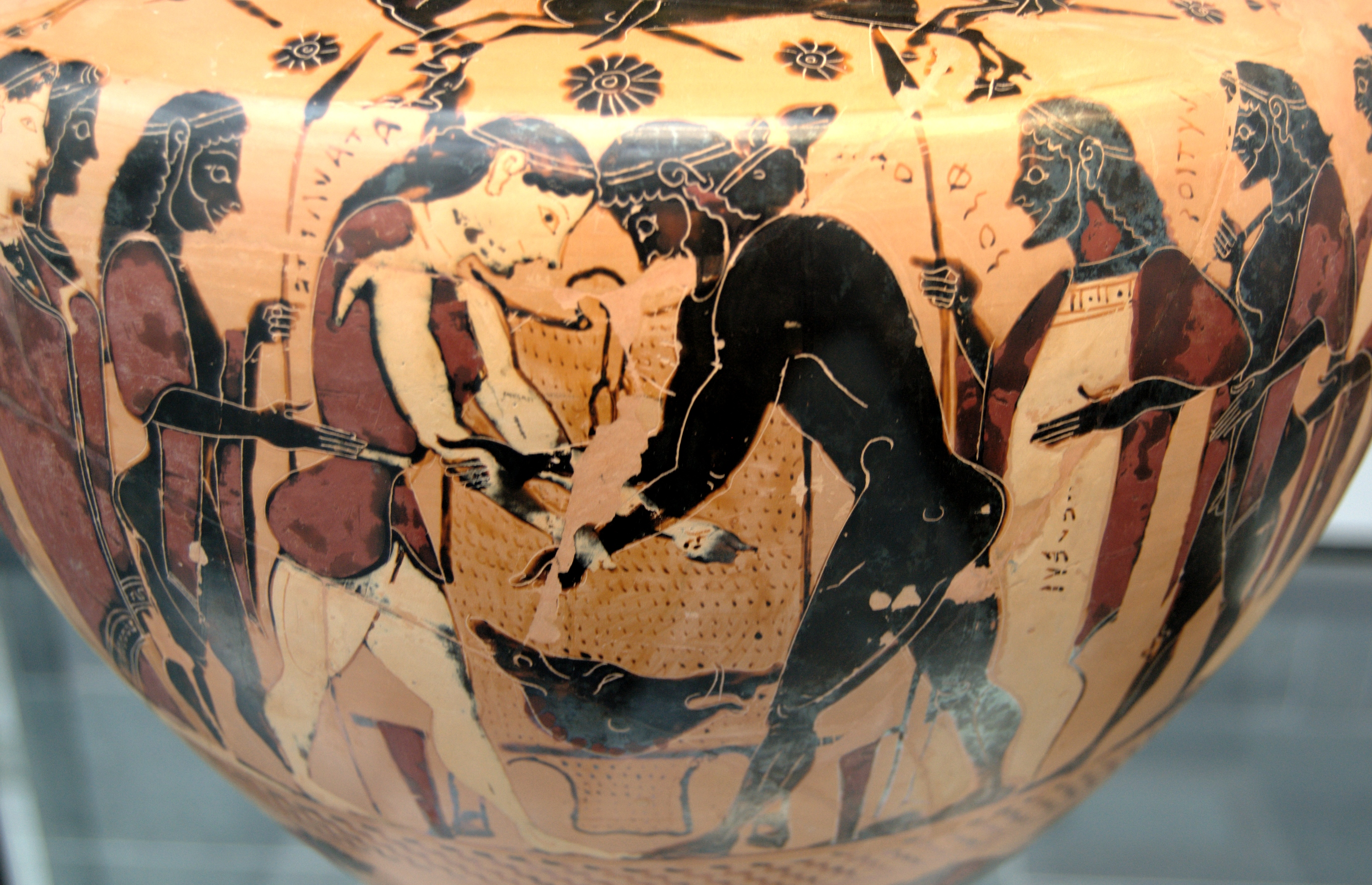
Kamp mellan Peleus och Atalante vid begravningsspelen för kung Pelias. Svartfigurig hydra, cirka 550 f.Kr..

Atalante (grek. Atalanta, lat. även -te) är en hjältinna i den grekiska mytologin. Sägnen om henne finns i två versioner, som har många gemensamma drag.

## Den arkadiska Atalante
Den arkadiska Atalante var dotter till Klymene och Iasios. Fadern satte ut henne i skogen när hon föddes, eftersom han endast önskade sig söner, men hon överlevde och togs om hand av en björnhona, och senare av herdar som uppfostrade henne till jägare. I den kalydoniska vildsvinsjakten var det Atalante som gav vildsvinet det första såret, och därför belönades hon med djurets huvud och hud. Hon avvisade alla friare tills Afrodite lät henne upptändas av kärlek till Melanion, med vilken hon fick sonen Parthenopaios. Atalante nämns också som en av argonauterna.

## Den beotiska Atalante
Den andra versionen av sägnen handlar om den beotiska Atalante som var dotter till Schoineus och Themisto. Hennes far uppmanade henne att gifta sig, och hon gick med på det under förutsättning att alla friare skulle tävla med henne i kapplöpning. Om friaren vann över henne skulle hon gifta sig med honom, men om han förlorade skulle han falla för hennes spjut. Efter att flera ynglingar misslyckats och dödats av Atalante, lyckades Hippomenes (eller Meilanion) slutligen besegra henne efter att ha fått hjälp av Afrodite. Under tävlingen lät gudinnan tre gyllene äpplen (möjligen kvitten) falla ned på löparbanan, vilket hindrade Atalante och gav segern åt Hippomenes.
Det gifta paret fick en son, Parthenopaios, men makarna förvandlades till lejon av Zeus som straff för att de vanhelgat ett av hans tempel genom att ha idkat älskog där.